# Antônio Ligabue
Antônio Ligabue, (Zurique, 18 de dezembro de 1899 – Gualtieri, Régio Emília, 27 de maio de 1965), também grafado Laccabue, foi um pintor italiano, geralmente considerado como um dos mais destacados no género naif do século XX.

## Biografia
Filho natural de Elisabetta Costa, originária de Belluno, e de pai desconhecido, foi perfilhado por Bonfiglio Ligabue (ou Laccabue), originário de Régio Emília, quando este se casou com sua mãe no ano de 1900. Em 1913, quando sua mãe e três irmãos morreram tragicamente, foi para uma escola para jovens portadores de deficiência mental, de onde foi expulso em 1915. Começa a trabalhar esporadicamente e leva uma vida desregrada. Depois de uma grande altercação com a madrinha, foi recolhido a uma clínica psiquiátrica.
Em 1919 foi expulso da Suíça. De Chiasso foi conduzido para Gualtieri, Régio Emília, local de origem de seu pai adotivo. Tenta fugir e retornar à Suíça, mas recapturado é enviado novamente para a região paterna, onde vive da assistência pública no asilo para necessitados Carri. Em 1920 recebe uma oferta de trabalho na região do vale do Rio Pó, por onde fica alguns anos, vagando sem meta, mas começando a pintar. Passa um tempo com o artista Mazzacurati em 1928, ainda na região do Pó, se dedicando mais à pintura.
Sofrendo cada vez mais da saúde mental, é internado em 1937 num manicômio por ter se auto-mutilado, até 1941 quando o escultor Andrea Mozzali o recolhe em sua casa.
Durante a guerra serve de interprete de alemão, mas em 1945 é novamente internado por agredir um militar, permanecendo no manicômio por mais três anos. Somente em 1948, quando começa a pintar mais intensamente, é notado pelos críticos, jornalistas e marchands. No entanto só realiza sua primeira exposição individual em 1961, em Roma. 
Sua obra 'só foi plenamente reconhecida após sua morte em 1965. Repousa no cemitério de Gualtieri.

## Obra
Artista autodidata e frequentemente classificado como naïf, sua obra surpreende pela angústia, pela expressividade e pelas cores de suas composições. É muito estimado hoje, na Itália, tendo admiradores e colecionadores dedicados. É considerado o maior expoente da arte naif italiana do século XX.
O diretor cinematográfico Salvatore Nocita realizou em 1979 um filme sobre sua vida, protagonizado por Flavio Bucci e chamado Ligabue.